# 1597
Portal Geschichte | Portal Biografien | Aktuelle Ereignisse | Jahreskalender | Tagesartikel

◄ |
15. Jahrhundert |
16. Jahrhundert
| 17. Jahrhundert | ►

◄ |
1560er |
1570er |
1580er |
1590er
| 1600er | 1610er | 1620er | ►

◄◄ |
◄ |
1593 |
1594 |
1595 |
1596 |
1597
| 1598 | 1599 | 1600 | 1601 | ► | ►►
Staatsoberhäupter  · Nekrolog   · Musikjahr
| Januar | Januar | Januar | Januar | Januar | Januar | Januar | Januar |
| Kw     | Mo     | Di     | Mi     | Do     | Fr     | Sa     | So     |
| 1      |        |        | 1      | 2      | 3      | 4      | 5      |
| 2      | 6      | 7      | 8      | 9      | 10     | 11     | 12     |
| 3      | 13     | 14     | 15     | 16     | 17     | 18     | 19     |
| 4      | 20     | 21     | 22     | 23     | 24     | 25     | 26     |
| 5      | 27     | 28     | 29     | 30     | 31     |        |        |
| ------ | ------ | ------ | ------ | ------ | ------ | ------ | ------ |

| Februar | Februar | Februar | Februar | Februar | Februar | Februar | Februar |
| Kw      | Mo      | Di      | Mi      | Do      | Fr      | Sa      | So      |
| 5       |         |         |         |         |         | 1       | 2       |
| 6       | 3       | 4       | 5       | 6       | 7       | 8       | 9       |
| 7       | 10      | 11      | 12      | 13      | 14      | 15      | 16      |
| 8       | 17      | 18      | 19      | 20      | 21      | 22      | 23      |
| 9       | 24      | 25      | 26      | 27      | 28      |         |         |
| ------- | ------- | ------- | ------- | ------- | ------- | ------- | ------- |

| März | März | März | März | März | März | März | März |
| Kw   | Mo   | Di   | Mi   | Do   | Fr   | Sa   | So   |
| 9    |      |      |      |      |      | 1    | 2    |
| 10   | 3    | 4    | 5    | 6    | 7    | 8    | 9    |
| 11   | 10   | 11   | 12   | 13   | 14   | 15   | 16   |
| 12   | 17   | 18   | 19   | 20   | 21   | 22   | 23   |
| 13   | 24   | 25   | 26   | 27   | 28   | 29   | 30   |
| 14   | 31   |      |      |      |      |      |      |
| ---- | ---- | ---- | ---- | ---- | ---- | ---- | ---- |

| April | April | April | April | April | April | April | April |
| Kw    | Mo    | Di    | Mi    | Do    | Fr    | Sa    | So    |
| 14    |       | 1     | 2     | 3     | 4     | 5     | 6     |
| 15    | 7     | 8     | 9     | 10    | 11    | 12    | 13    |
| 16    | 14    | 15    | 16    | 17    | 18    | 19    | 20    |
| 17    | 21    | 22    | 23    | 24    | 25    | 26    | 27    |
| 18    | 28    | 29    | 30    |       |       |       |       |
| ----- | ----- | ----- | ----- | ----- | ----- | ----- | ----- |

| Mai | Mai | Mai | Mai | Mai | Mai | Mai | Mai |
| Kw  | Mo  | Di  | Mi  | Do  | Fr  | Sa  | So  |
| 18  |     |     |     | 1   | 2   | 3   | 4   |
| 19  | 5   | 6   | 7   | 8   | 9   | 10  | 11  |
| 20  | 12  | 13  | 14  | 15  | 16  | 17  | 18  |
| 21  | 19  | 20  | 21  | 22  | 23  | 24  | 25  |
| 22  | 26  | 27  | 28  | 29  | 30  | 31  |     |
| --- | --- | --- | --- | --- | --- | --- | --- |

| Juni | Juni | Juni | Juni | Juni | Juni | Juni | Juni |
| Kw   | Mo   | Di   | Mi   | Do   | Fr   | Sa   | So   |
| 22   |      |      |      |      |      |      | 1    |
| 23   | 2    | 3    | 4    | 5    | 6    | 7    | 8    |
| 24   | 9    | 10   | 11   | 12   | 13   | 14   | 15   |
| 25   | 16   | 17   | 18   | 19   | 20   | 21   | 22   |
| 26   | 23   | 24   | 25   | 26   | 27   | 28   | 29   |
| 27   | 30   |      |      |      |      |      |      |
| ---- | ---- | ---- | ---- | ---- | ---- | ---- | ---- |

| Juli | Juli | Juli | Juli | Juli | Juli | Juli | Juli |
| Kw   | Mo   | Di   | Mi   | Do   | Fr   | Sa   | So   |
| 27   |      | 1    | 2    | 3    | 4    | 5    | 6    |
| 28   | 7    | 8    | 9    | 10   | 11   | 12   | 13   |
| 29   | 14   | 15   | 16   | 17   | 18   | 19   | 20   |
| 30   | 21   | 22   | 23   | 24   | 25   | 26   | 27   |
| 31   | 28   | 29   | 30   | 31   |      |      |      |
| ---- | ---- | ---- | ---- | ---- | ---- | ---- | ---- |

| August | August | August | August | August | August | August | August |
| Kw     | Mo     | Di     | Mi     | Do     | Fr     | Sa     | So     |
| 31     |        |        |        |        | 1      | 2      | 3      |
| 32     | 4      | 5      | 6      | 7      | 8      | 9      | 10     |
| 33     | 11     | 12     | 13     | 14     | 15     | 16     | 17     |
| 34     | 18     | 19     | 20     | 21     | 22     | 23     | 24     |
| 35     | 25     | 26     | 27     | 28     | 29     | 30     | 31     |
| ------ | ------ | ------ | ------ | ------ | ------ | ------ | ------ |

| September | September | September | September | September | September | September | September |
| Kw        | Mo        | Di        | Mi        | Do        | Fr        | Sa        | So        |
| 36        | 1         | 2         | 3         | 4         | 5         | 6         | 7         |
| 37        | 8         | 9         | 10        | 11        | 12        | 13        | 14        |
| 38        | 15        | 16        | 17        | 18        | 19        | 20        | 21        |
| 39        | 22        | 23        | 24        | 25        | 26        | 27        | 28        |
| 40        | 29        | 30        |           |           |           |           |           |
| --------- | --------- | --------- | --------- | --------- | --------- | --------- | --------- |

| Oktober | Oktober | Oktober | Oktober | Oktober | Oktober | Oktober | Oktober |
| Kw      | Mo      | Di      | Mi      | Do      | Fr      | Sa      | So      |
| 40      |         |         | 1       | 2       | 3       | 4       | 5       |
| 41      | 6       | 7       | 8       | 9       | 10      | 11      | 12      |
| 42      | 13      | 14      | 15      | 16      | 17      | 18      | 19      |
| 43      | 20      | 21      | 22      | 23      | 24      | 25      | 26      |
| 44      | 27      | 28      | 29      | 30      | 31      |         |         |
| ------- | ------- | ------- | ------- | ------- | ------- | ------- | ------- |

| November | November | November | November | November | November | November | November |
| Kw       | Mo       | Di       | Mi       | Do       | Fr       | Sa       | So       |
| 44       |          |          |          |          |          | 1        | 2        |
| 45       | 3        | 4        | 5        | 6        | 7        | 8        | 9        |
| 46       | 10       | 11       | 12       | 13       | 14       | 15       | 16       |
| 47       | 17       | 18       | 19       | 20       | 21       | 22       | 23       |
| 48       | 24       | 25       | 26       | 27       | 28       | 29       | 30       |
| -------- | -------- | -------- | -------- | -------- | -------- | -------- | -------- |

| Dezember | Dezember | Dezember | Dezember | Dezember | Dezember | Dezember | Dezember |
| Kw       | Mo       | Di       | Mi       | Do       | Fr       | Sa       | So       |
| 49       | 1        | 2        | 3        | 4        | 5        | 6        | 7        |
| 50       | 8        | 9        | 10       | 11       | 12       | 13       | 14       |
| 51       | 15       | 16       | 17       | 18       | 19       | 20       | 21       |
| 52       | 22       | 23       | 24       | 25       | 26       | 27       | 28       |
| 1        | 29       | 30       | 31       |          |          |          |          |
| -------- | -------- | -------- | -------- | -------- | -------- | -------- | -------- |

| Januar | Januar | Januar | Januar | Januar | Januar | Januar | Januar |
| Kw     | Mo     | Di     | Mi     | Do     | Fr     | Sa     | So     |
| 1      |        |        | 1      | 2      | 3      | 4      | 5      |
| 2      | 6      | 7      | 8      | 9      | 10     | 11     | 12     |
| 3      | 13     | 14     | 15     | 16     | 17     | 18     | 19     |
| 4      | 20     | 21     | 22     | 23     | 24     | 25     | 26     |
| 5      | 27     | 28     | 29     | 30     | 31     |        |        |
| ------ | ------ | ------ | ------ | ------ | ------ | ------ | ------ |

| Februar | Februar | Februar | Februar | Februar | Februar | Februar | Februar |
| Kw      | Mo      | Di      | Mi      | Do      | Fr      | Sa      | So      |
| 5       |         |         |         |         |         | 1       | 2       |
| 6       | 3       | 4       | 5       | 6       | 7       | 8       | 9       |
| 7       | 10      | 11      | 12      | 13      | 14      | 15      | 16      |
| 8       | 17      | 18      | 19      | 20      | 21      | 22      | 23      |
| 9       | 24      | 25      | 26      | 27      | 28      |         |         |
| ------- | ------- | ------- | ------- | ------- | ------- | ------- | ------- |

| März | März | März | März | März | März | März | März |
| Kw   | Mo   | Di   | Mi   | Do   | Fr   | Sa   | So   |
| 9    |      |      |      |      |      | 1    | 2    |
| 10   | 3    | 4    | 5    | 6    | 7    | 8    | 9    |
| 11   | 10   | 11   | 12   | 13   | 14   | 15   | 16   |
| 12   | 17   | 18   | 19   | 20   | 21   | 22   | 23   |
| 13   | 24   | 25   | 26   | 27   | 28   | 29   | 30   |
| 14   | 31   |      |      |      |      |      |      |
| ---- | ---- | ---- | ---- | ---- | ---- | ---- | ---- |

| April | April | April | April | April | April | April | April |
| Kw    | Mo    | Di    | Mi    | Do    | Fr    | Sa    | So    |
| 14    |       | 1     | 2     | 3     | 4     | 5     | 6     |
| 15    | 7     | 8     | 9     | 10    | 11    | 12    | 13    |
| 16    | 14    | 15    | 16    | 17    | 18    | 19    | 20    |
| 17    | 21    | 22    | 23    | 24    | 25    | 26    | 27    |
| 18    | 28    | 29    | 30    |       |       |       |       |
| ----- | ----- | ----- | ----- | ----- | ----- | ----- | ----- |

| Mai | Mai | Mai | Mai | Mai | Mai | Mai | Mai |
| Kw  | Mo  | Di  | Mi  | Do  | Fr  | Sa  | So  |
| 18  |     |     |     | 1   | 2   | 3   | 4   |
| 19  | 5   | 6   | 7   | 8   | 9   | 10  | 11  |
| 20  | 12  | 13  | 14  | 15  | 16  | 17  | 18  |
| 21  | 19  | 20  | 21  | 22  | 23  | 24  | 25  |
| 22  | 26  | 27  | 28  | 29  | 30  | 31  |     |
| --- | --- | --- | --- | --- | --- | --- | --- |

| Juni | Juni | Juni | Juni | Juni | Juni | Juni | Juni |
| Kw   | Mo   | Di   | Mi   | Do   | Fr   | Sa   | So   |
| 22   |      |      |      |      |      |      | 1    |
| 23   | 2    | 3    | 4    | 5    | 6    | 7    | 8    |
| 24   | 9    | 10   | 11   | 12   | 13   | 14   | 15   |
| 25   | 16   | 17   | 18   | 19   | 20   | 21   | 22   |
| 26   | 23   | 24   | 25   | 26   | 27   | 28   | 29   |
| 27   | 30   |      |      |      |      |      |      |
| ---- | ---- | ---- | ---- | ---- | ---- | ---- | ---- |

| Juli | Juli | Juli | Juli | Juli | Juli | Juli | Juli |
| Kw   | Mo   | Di   | Mi   | Do   | Fr   | Sa   | So   |
| 27   |      | 1    | 2    | 3    | 4    | 5    | 6    |
| 28   | 7    | 8    | 9    | 10   | 11   | 12   | 13   |
| 29   | 14   | 15   | 16   | 17   | 18   | 19   | 20   |
| 30   | 21   | 22   | 23   | 24   | 25   | 26   | 27   |
| 31   | 28   | 29   | 30   | 31   |      |      |      |
| ---- | ---- | ---- | ---- | ---- | ---- | ---- | ---- |

| August | August | August | August | August | August | August | August |
| Kw     | Mo     | Di     | Mi     | Do     | Fr     | Sa     | So     |
| 31     |        |        |        |        | 1      | 2      | 3      |
| 32     | 4      | 5      | 6      | 7      | 8      | 9      | 10     |
| 33     | 11     | 12     | 13     | 14     | 15     | 16     | 17     |
| 34     | 18     | 19     | 20     | 21     | 22     | 23     | 24     |
| 35     | 25     | 26     | 27     | 28     | 29     | 30     | 31     |
| ------ | ------ | ------ | ------ | ------ | ------ | ------ | ------ |

| September | September | September | September | September | September | September | September |
| Kw        | Mo        | Di        | Mi        | Do        | Fr        | Sa        | So        |
| 36        | 1         | 2         | 3         | 4         | 5         | 6         | 7         |
| 37        | 8         | 9         | 10        | 11        | 12        | 13        | 14        |
| 38        | 15        | 16        | 17        | 18        | 19        | 20        | 21        |
| 39        | 22        | 23        | 24        | 25        | 26        | 27        | 28        |
| 40        | 29        | 30        |           |           |           |           |           |
| --------- | --------- | --------- | --------- | --------- | --------- | --------- | --------- |

| Oktober | Oktober | Oktober | Oktober | Oktober | Oktober | Oktober | Oktober |
| Kw      | Mo      | Di      | Mi      | Do      | Fr      | Sa      | So      |
| 40      |         |         | 1       | 2       | 3       | 4       | 5       |
| 41      | 6       | 7       | 8       | 9       | 10      | 11      | 12      |
| 42      | 13      | 14      | 15      | 16      | 17      | 18      | 19      |
| 43      | 20      | 21      | 22      | 23      | 24      | 25      | 26      |
| 44      | 27      | 28      | 29      | 30      | 31      |         |         |
| ------- | ------- | ------- | ------- | ------- | ------- | ------- | ------- |

| November | November | November | November | November | November | November | November |
| Kw       | Mo       | Di       | Mi       | Do       | Fr       | Sa       | So       |
| 44       |          |          |          |          |          | 1        | 2        |
| 45       | 3        | 4        | 5        | 6        | 7        | 8        | 9        |
| 46       | 10       | 11       | 12       | 13       | 14       | 15       | 16       |
| 47       | 17       | 18       | 19       | 20       | 21       | 22       | 23       |
| 48       | 24       | 25       | 26       | 27       | 28       | 29       | 30       |
| -------- | -------- | -------- | -------- | -------- | -------- | -------- | -------- |

| Dezember | Dezember | Dezember | Dezember | Dezember | Dezember | Dezember | Dezember |
| Kw       | Mo       | Di       | Mi       | Do       | Fr       | Sa       | So       |
| 49       | 1        | 2        | 3        | 4        | 5        | 6        | 7        |
| 50       | 8        | 9        | 10       | 11       | 12       | 13       | 14       |
| 51       | 15       | 16       | 17       | 18       | 19       | 20       | 21       |
| 52       | 22       | 23       | 24       | 25       | 26       | 27       | 28       |
| 1        | 29       | 30       | 31       |          |          |          |          |
| -------- | -------- | -------- | -------- | -------- | -------- | -------- | -------- |

## Ereignisse

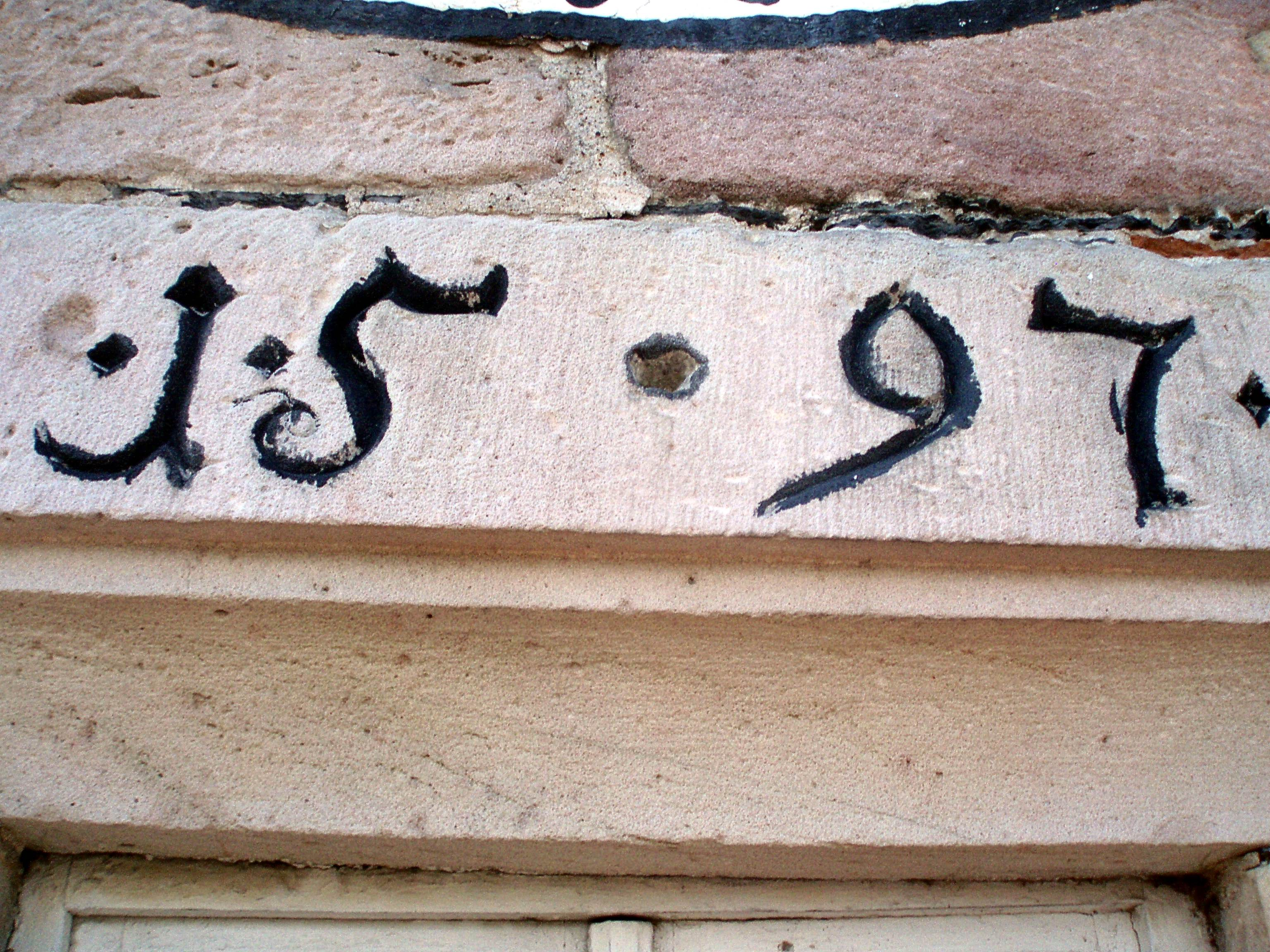
1597

### Politik und Weltgeschehen

#### Achtzigjähriger Krieg

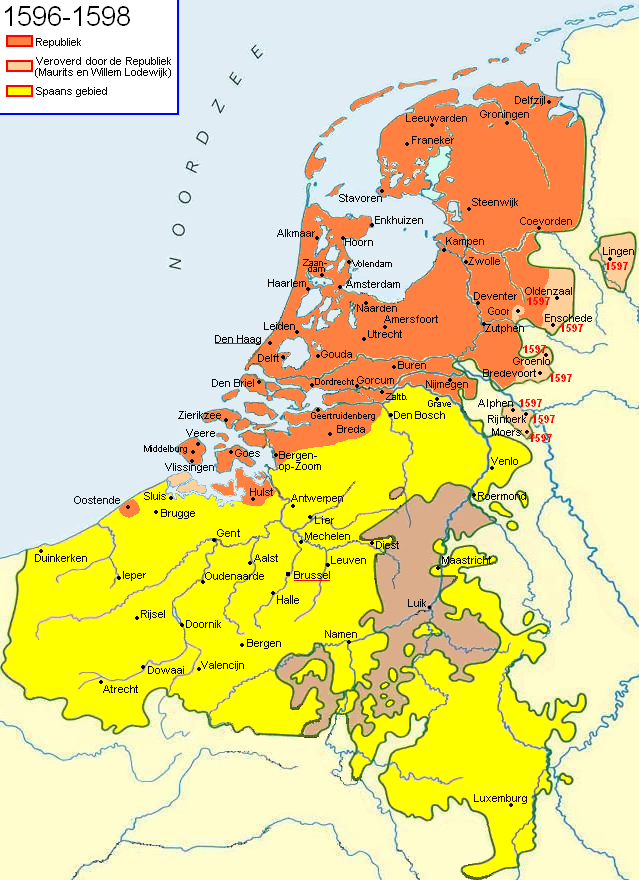
Die Niederlande 1596–1598

- 1. August: Moritz von Oranien verlässt mit seinen Truppen Den Haag und macht sich auf den Feldzug von 1597, um die staatisch-niederländische Stellung am Niederrhein und im westlichen Münsterland zu stärken. Erstes Ziel ist die spanisch besetzte Stadt Rheinberg.

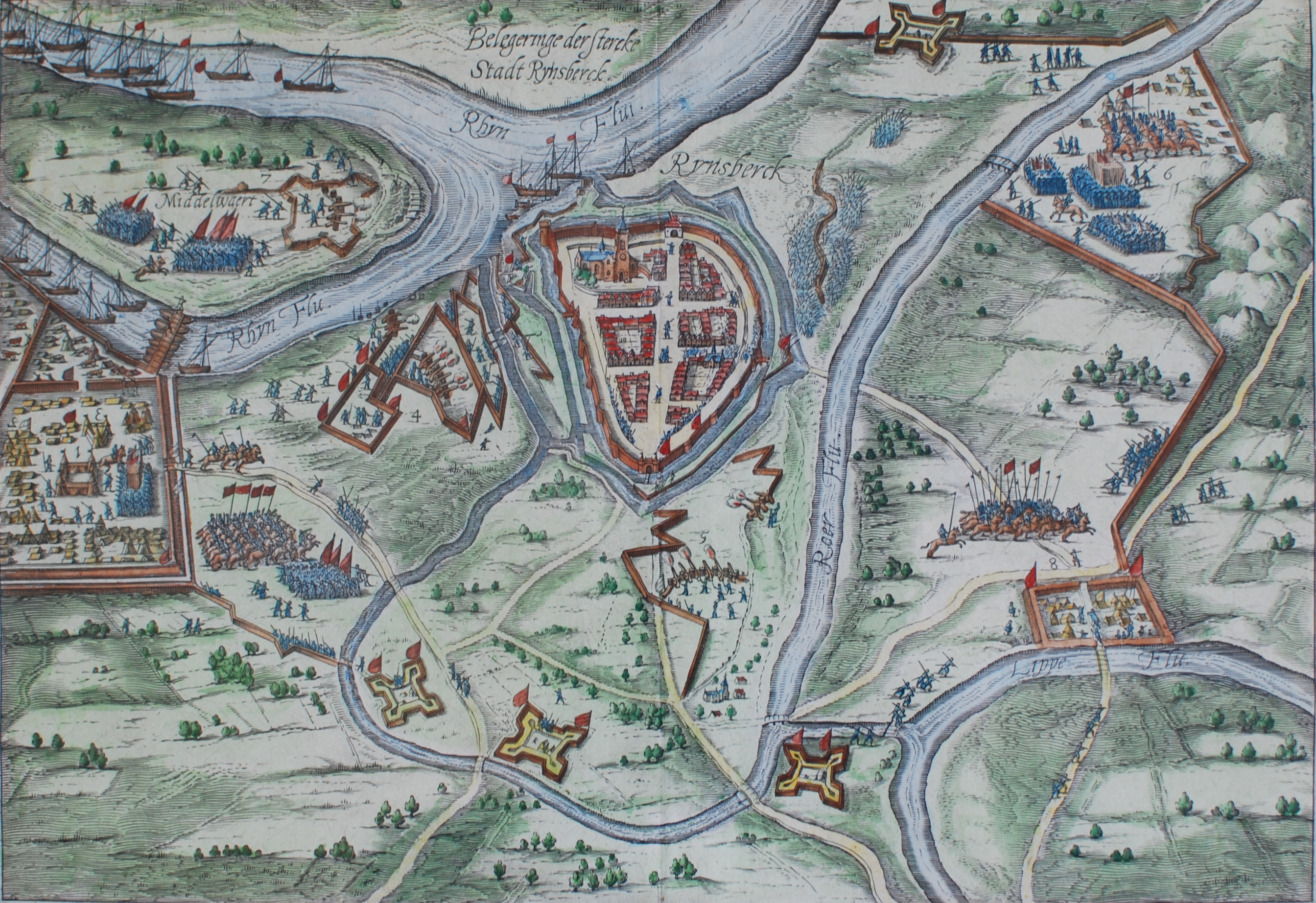
Belagerung von Rheinberg 1597

- 9. bis 19. August: Die Belagerung von Rheinberg endet mit der Kapitulation und dem Abzug der spanischen Besatzung aus Rheinberg.
- Nachdem der spanische Statthalter von Ober-Geldern, Hermann von dem Bergh, vom Verlust Rheinbergs erfahren hat, verstärkt er die Besatzung der nahe gelegenen, stark befestigten Stadt Moers und zieht sich mit dem Hauptteil seiner Truppen über die Maas zurück.

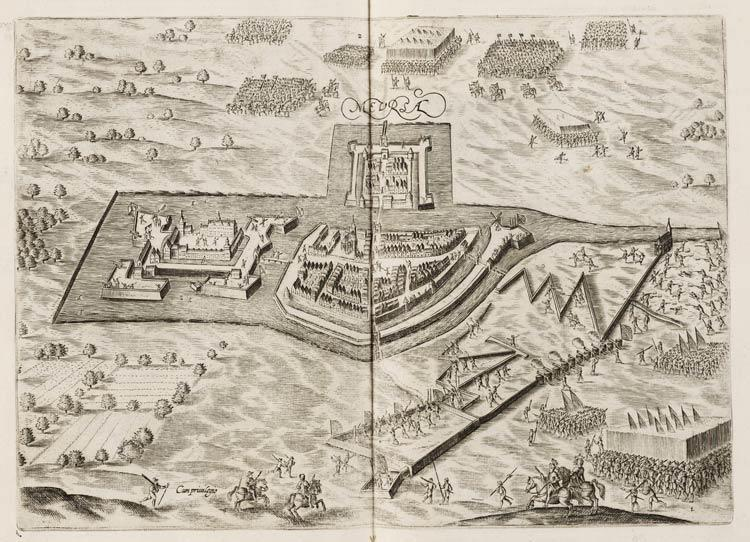
Belagerung von Moers

- 29. August: Die Belagerung von Moers durch Moritz von Oranien beginnt.
- 3. September: Die spanische Garnison im belagerten Moers kapituliert und übergibt die Stadt den niederländischen Truppen.

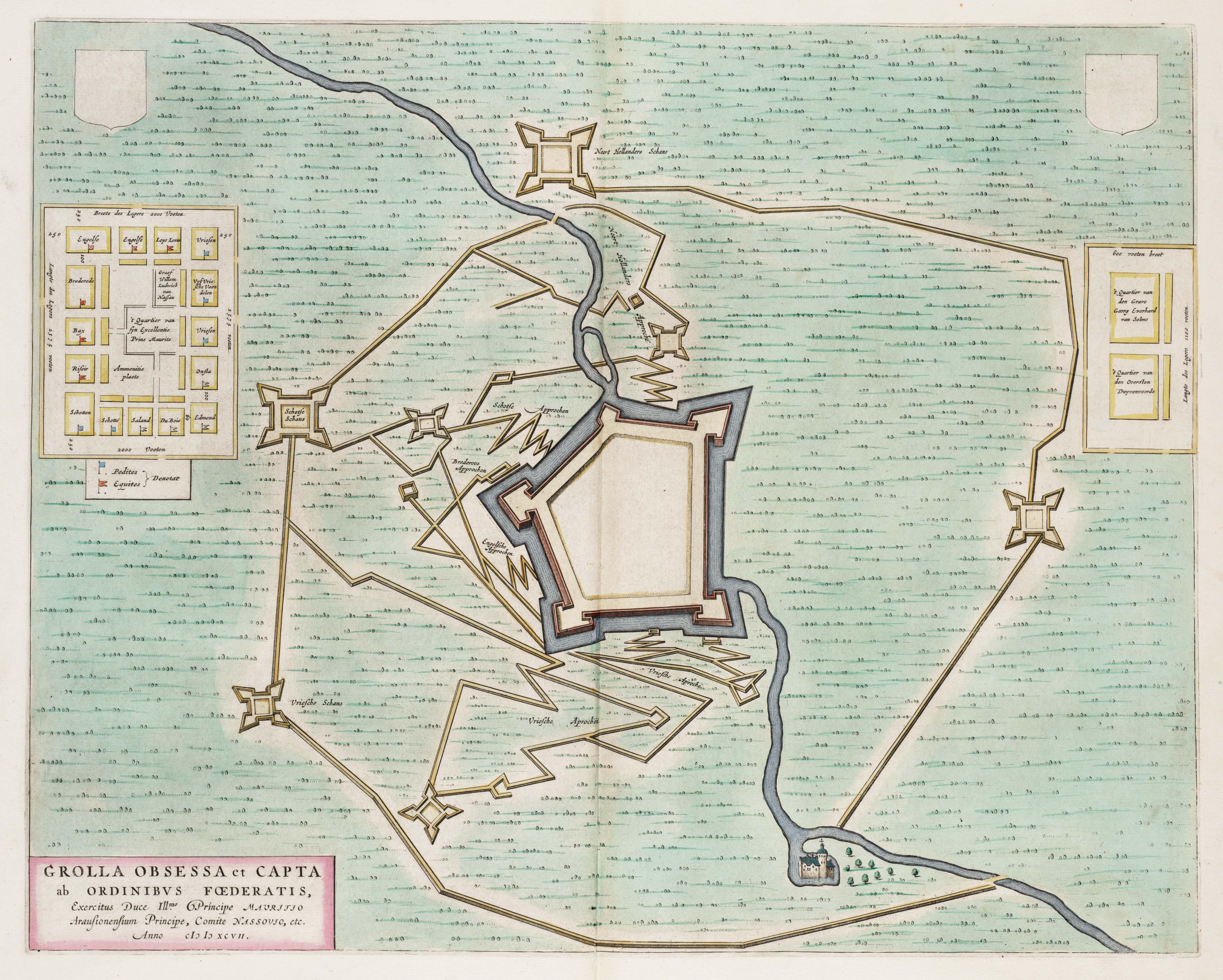
Karte der Belagerung von Groenlo von Joan Blaeu

- 11. bis 28. September: Die Belagerung Groenlos durch Niederländer endet mit der Kapitulation der Spanier gegenüber Prinz Moritz von Oranien und dem Abzug der spanischen Garnison.

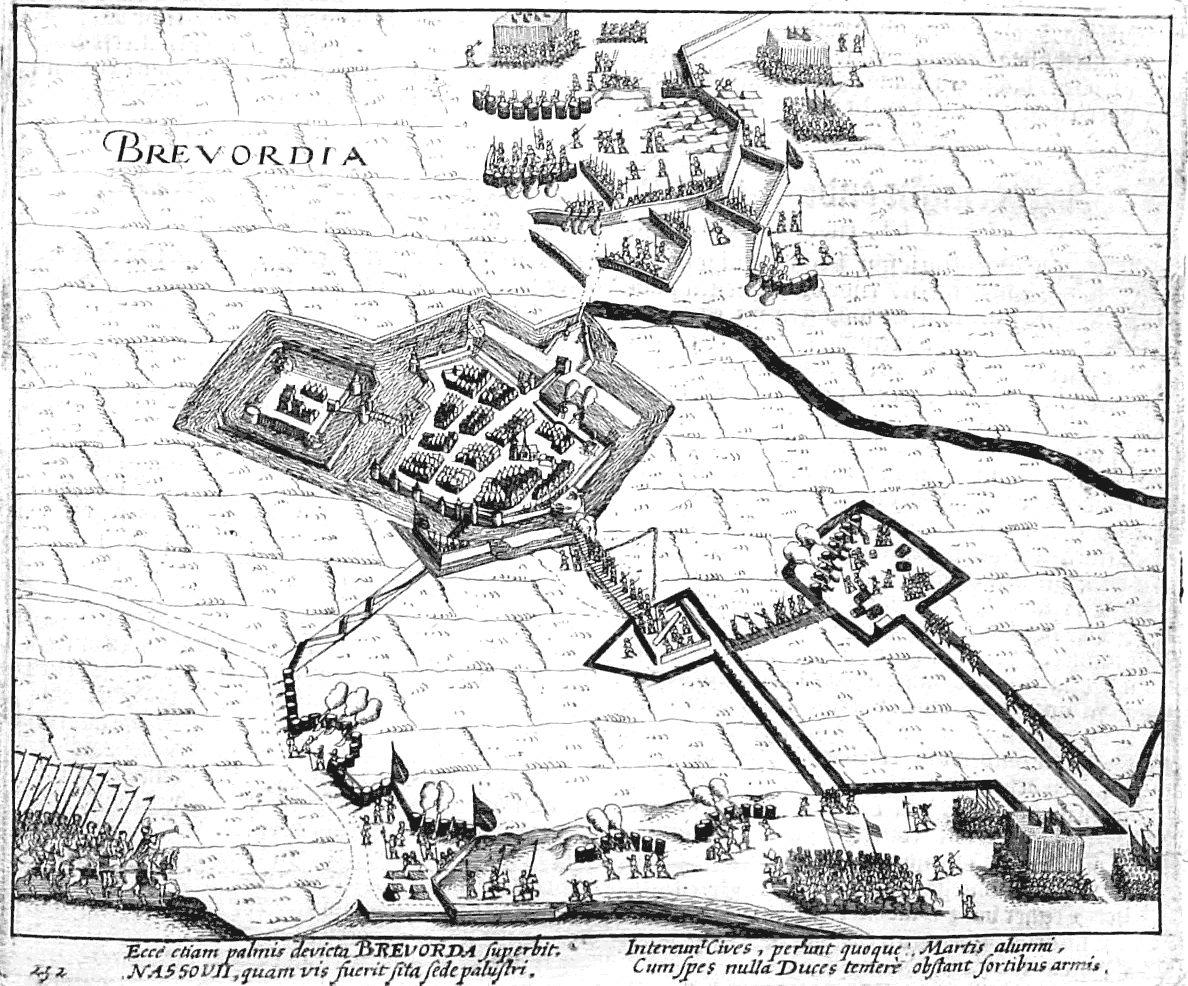
Belagerung von Bredevoort 1597

- 1. bis 9. Oktober: Die Belagerung von Bredevoort endet mit der Einnahme und der Plünderung der Stadt durch die Truppen Moritz von Oraniens. Die überlebenden Spanier ziehen sich in das Kastell zurück und überlassen die Stadt ihrem Schicksal. Am 11. Oktober kapitulieren die spanischen Truppen unter Leutnant van Broekhuysen und erhalten gegen Zahlung von 1700 Goldgulden freien Abzug. Den Bürgern von Bredevoort wird eine Zahlung von 6000 Goldgulden auferlegt. Die Eroberung von Bredevoort hat die staatischen Truppen höhere Verluste gekostet als alle anderen kriegerischen Auseinandersetzungen des Feldzugs zusammen. Moritz quartiert zwei Kompanien als Besatzung in Bredevort ein und zieht mit dem Rest des Heeres gegen Enschede.
- 18./19. Oktober: Die Einnahme von Enschede erfolgt ohne Kampfhandlungen durch Übergabe der Stadt gegen freien Abzug. Im Anschluss an die Besetzung lässt Moritz große Teile der Stadtbefestigungen schleifen, um die Stadt für zukünftige Besetzer uninteressant zu machen.
- 19. bis 21. Oktober: Die Stadt Ootmarsum wird nach dreitägiger Belagerung von den staatischen Truppen eingenommen.
- 20. bis 23. Oktober: Gleichzeitig mit der Belagerung von Ootmarsum beginnt die Belagerung von Oldenzaal. Die Spanier räumen Oldenzaal schließlich und ziehen nach Lingen ab.
- 28. Oktober bis 12. November: Auch die Belagerung von Lingen, die letzte Station des Herbstfeldzuges, endet mit einer ehrenvollen Übergabe der Stadt. Damit fällt die letzte rechtsrheinisch in spanischen Händen befindliche Stadt in die Hände der Niederländer.

#### Bayern

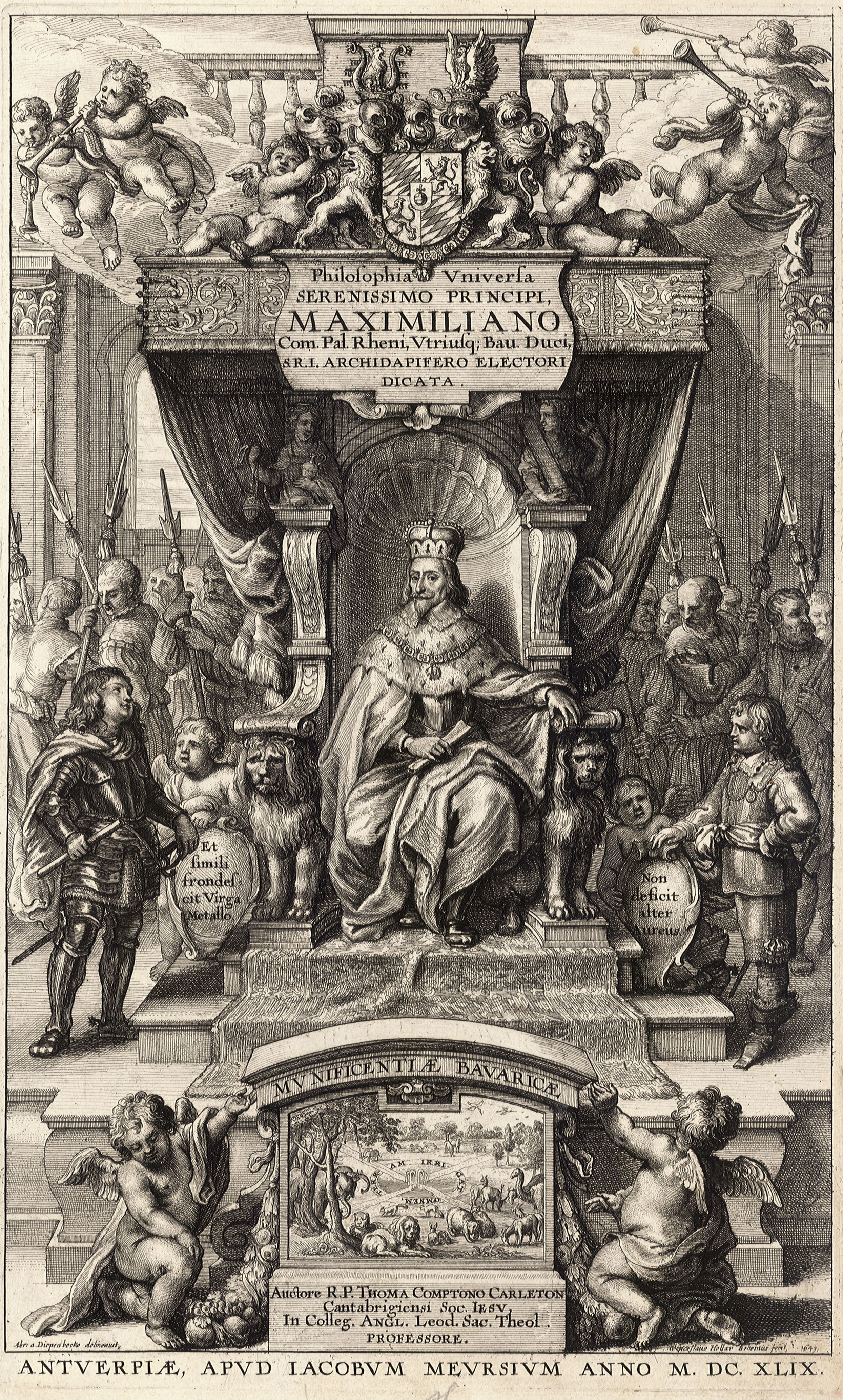
Maximilian I. als Herrscher (Darstellung von Wenceslas Hollar um 1649)

- 15. Oktober: Nach Abdankung seines Vaters Wilhelm V. wird Maximilian I. neuer Herzog von Bayern.

#### Eidgenossenschaft
- Appenzeller Landteilung: Der Kanton Appenzell wird in das katholische Innerrhoden und das reformierte Ausserrhoden geteilt.

#### Italien
Alfonso II. d’Este, Herzog von Ferrara, Modena und Reggio, stirbt am 27. Oktober. Da er keine Nachkommen hat, hat er bereits Jahre zuvor seinen Cousin Cesare d’Este, Markgraf von Montecchio, als Erben eingesetzt. Dieser ist der älteste Sohn Alfonsos d’Este, eines unehelichen Sohnes ihres gemeinsamen Großvaters Alfonso I. d’Este. Als die Erbregelung beim Tod Alfonsos II. wirksam werden soll, erkennt Papst Clemens VIII. sie wegen der außerehelichen Geburt Alfonso von Montecchios nicht an, zieht Ferrara als erledigtes Lehen ein und gliedert es dem Kirchenstaat an. In den kaiserlichen Lehen Modena und Reggio kann Cesare seine Herrschaft hingegen antreten.

#### England/Schottland
- 4. November: Bei der Schlacht von Carrickfergus im Neunjährigen Krieg schlagen die Truppen des schottischen Clans der MacDonnell die königlich-englischen Truppen von Elisabeth I.

#### Weitere Ereignisse in Europa
- 17. Oktober bis 17. November: Belagerung von Temeswar
- Der Keulenkrieg in Finnland endet mit einer vernichtenden Niederlage der aufständischen Bauern.

#### Amerika
- 13. September: Die Juanillo-Rebellion der Guale gegen die Spanier im heutigen Georgia beginnt.

#### Entdeckungsreisen
- 13. Juni: Willem Barents verlässt Nowaja Semlja nach der Überwinterung.

#### Ostasien
- 26./27. August: Eine japanische Flotte unter Toyotomi Hideyoshi besiegt eine koreanische Flotte in der Seeschlacht von Chilcheonryang im Imjin-Krieg.
- 26. Oktober: Bei der Seeschlacht von Myongnyang wird eine japanische Flotte von 133 Kampf- und 200 Versorgungsschiffen von 13 koreanischen Kriegsschiffen verheerend geschlagen.

### Wirtschaft
- Die Brauerei Gold Ochsen in Ulm wird gegründet.
- Die erste regelmäßige Zeitung, die „Rorschacher Monatsschrift“, erscheint.

#### Literatur

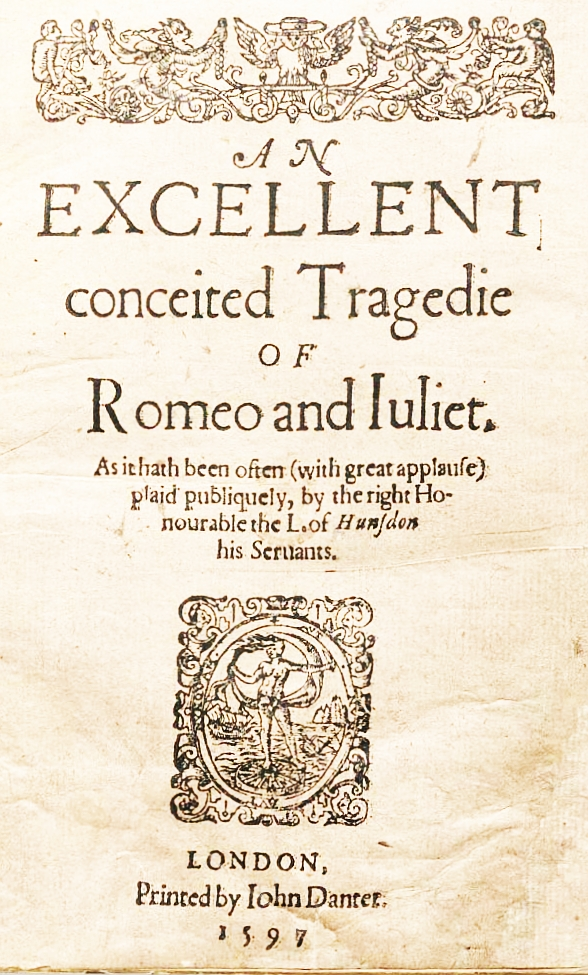
Romeo und Julia, 1. Quarto

### Kultur

#### Musik und Theater
- Philipp Nicolai verfasst den Choral Wie schön leuchtet der Morgenstern.

### Gesellschaft

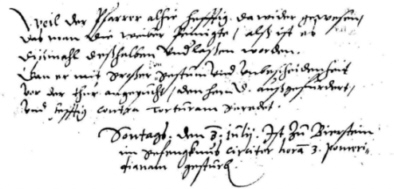
Hexenprozess Birstein 1597 (Auszug)

In Birstein bei Frankfurt/Main kommt es zu einem Hexenprozess gegen vier Frauen aus Rinderbügen. Hofprediger Anton Praetorius wird dazu von Pfalzgraf Friedrich IV. zum Mitglied des Hexengerichts berufen. Bestärkt durch den Lehrer Johannes Cisnerus begehrt Praetorius auf und setzt alles daran, dass der Prozess beendet und die Frauen freigelassen werden. Als Ortspfarrer wettert er derart heftig gegen die Folter, dass dies tatsächlich geschieht. Die letzte Überlebende des Prozesses wird freigelassen. Dies ist der einzige überlieferte Fall, dass ein Geistlicher während eines Hexenprozesses die Beendigung der unmenschlichen Folter verlangt und damit Erfolg hat. Praetorius wird auf Grund seines Einsatzes jedoch seines Amtes als Hofprediger enthoben. 
- Das Spiel Cricket wird in einem Gerichtsurteil aus Guildford erstmals urkundlich erwähnt.

### Religion
- 5. Februar: Toyotomi Hideyoshi lässt in Nagasaki drei portugiesische Jesuiten, sechs spanische Franziskaner und 17 japanische Christen am Kreuz hinrichten. Die Missionierung in der Azuchi-Momoyama-Zeit löst Konflikte mit der Staatsgewalt in Japan aus.

## Historische Karten und Ansichten

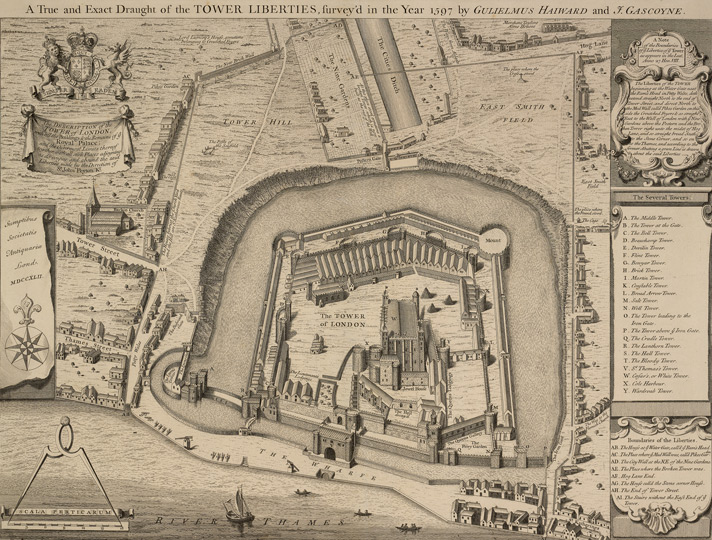
The Tower of London 1597
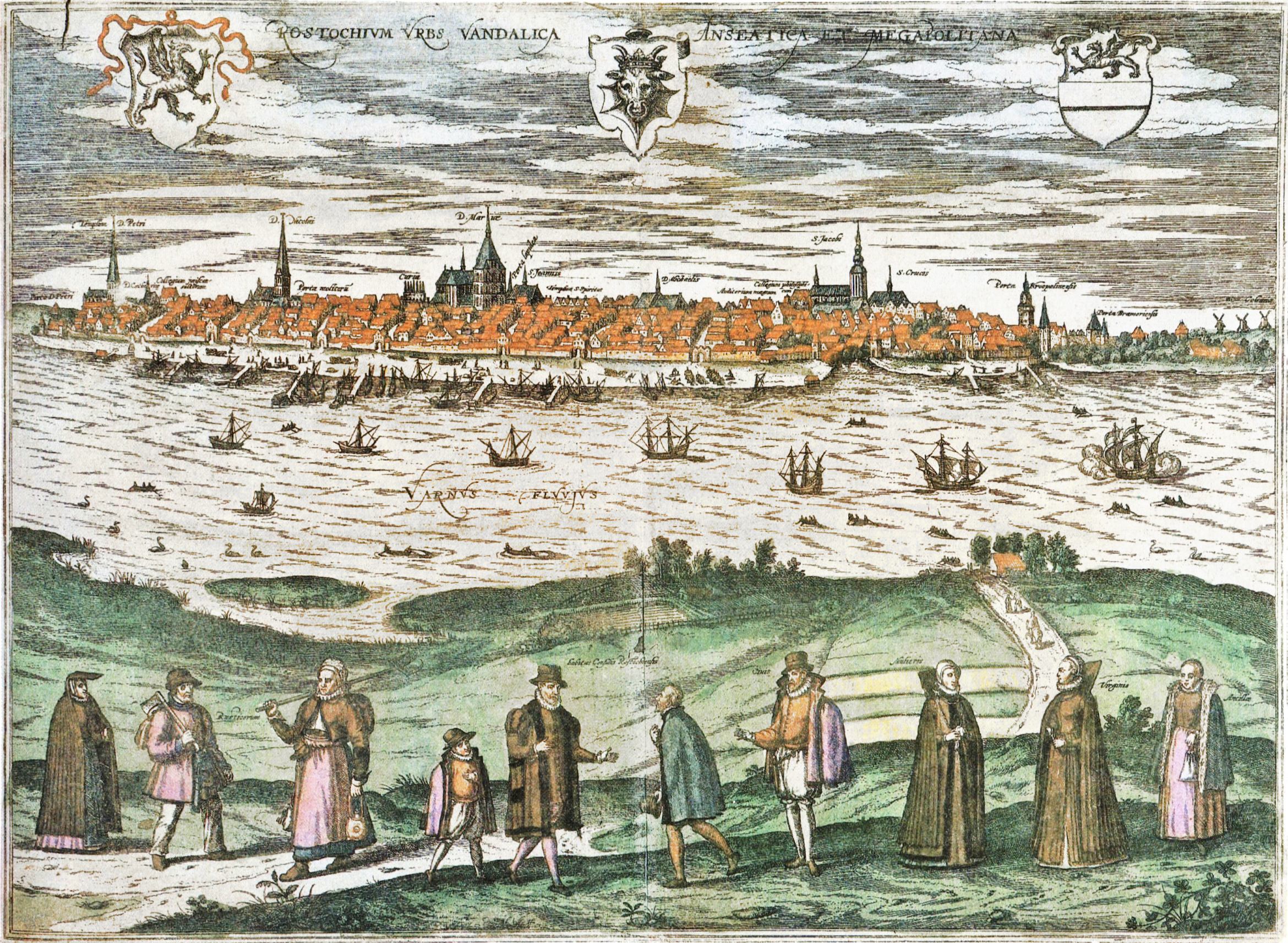
Rostock 1597
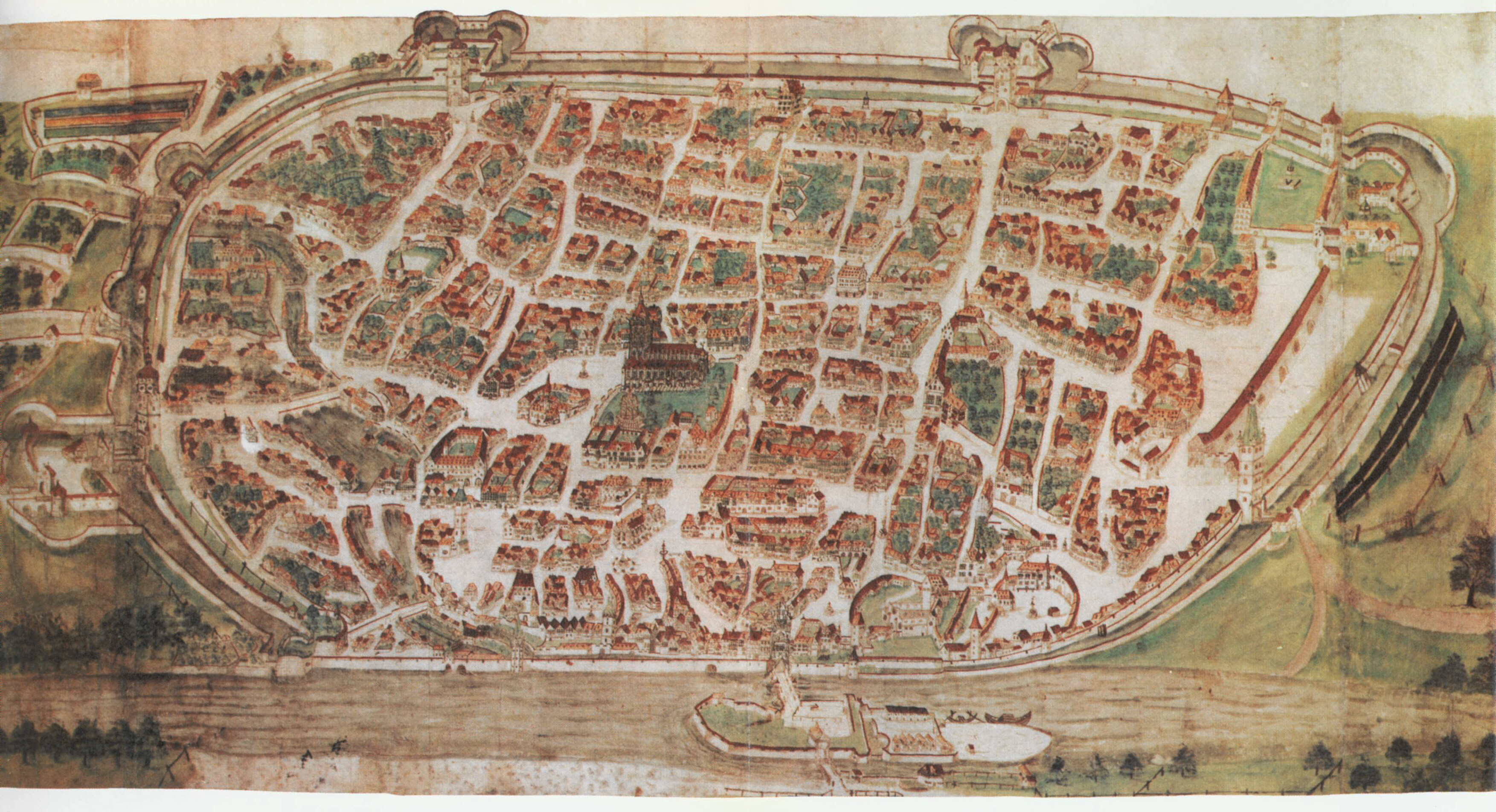
Ulm 1597
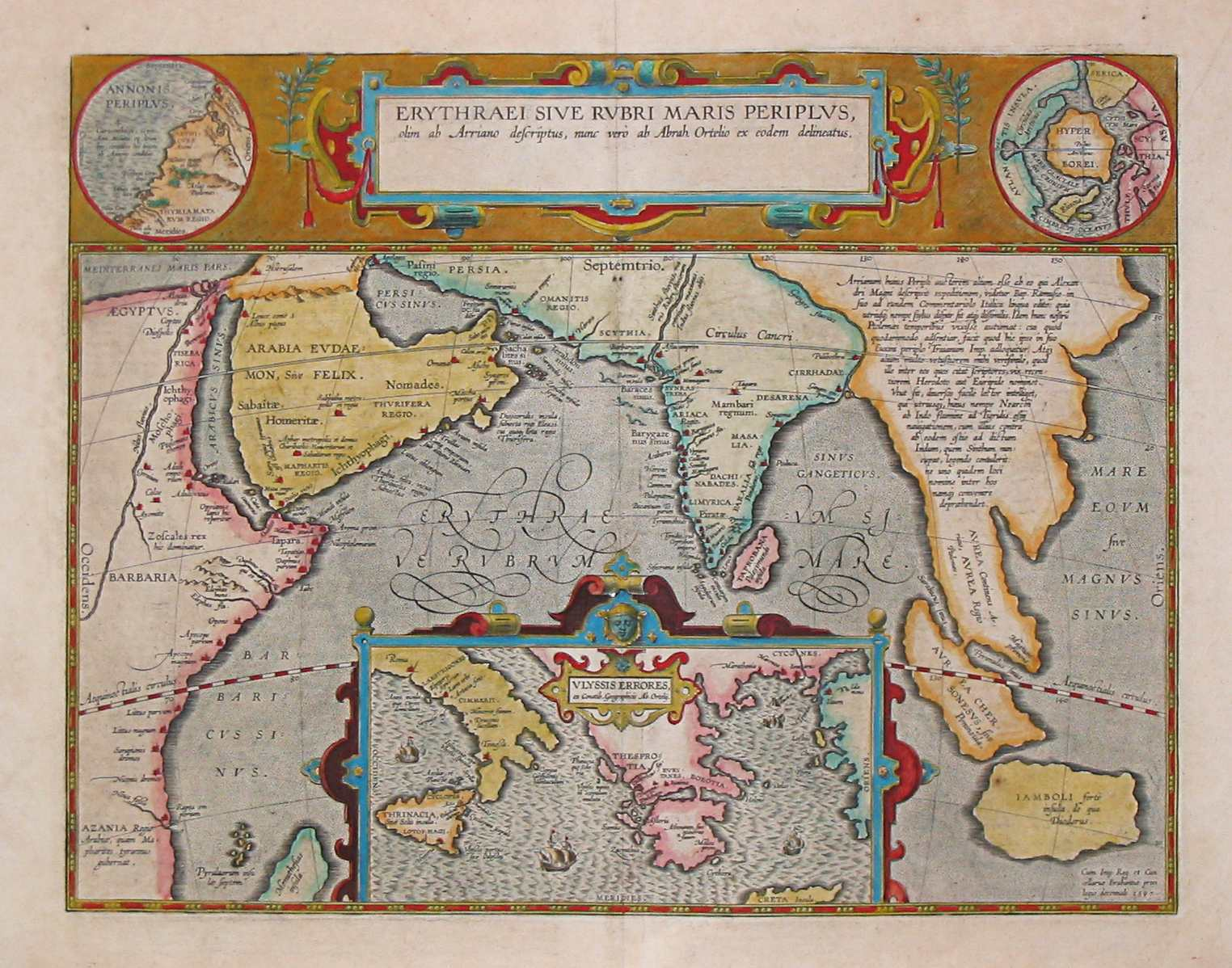
Periplus-Karte aus dem Theatrum orbis terrarum, mit den Handelsrouten an der nordostafrikanischen, arabischen und indischen Küste, von Abraham Ortelius, 1597

## Geboren

### Erstes Halbjahr
- 08. Januar: Jobst Christoph Kreß von Kressenstein, Gesandter der Stadt Nürnberg beim Westfälischen Friedenskongress († 1663)
- 12. Januar: François Duquesnoy, flämischer Bildhauer († 1643)
- 15. Januar: Wolfgang Bachmeyer, deutscher Kartograph, Geodät, Astronom, Mathematiker und Theologe († 1685)
- 25. Januar: Johann Philipp, Herzog von Sachsen-Altenburg († 1639)
- 28. Februar: Albrecht Friedrich von Barby und Mühlingen, deutscher Adeliger, Mitglied der Fruchtbringenden Gesellschaft († 1641)
- 16. März: David Gloxin, Bürgermeister und Diplomat der Hansestadt Lübeck († 1671)
- 09. April: John Davenport, englischer Puritaner und Gründer von New Haven (Connecticut) († 1670)
- 14. April: Georg Lilien, deutscher lutherischer Theologe († 1666)
- 22. April: Gilles de Haes, flandrischer Soldat († 1657)
- 23. April: Alvise Contarini, venezianischer Diplomat († 1651)
- 01. Mai: Philipp Crusius, deutscher Jurist, Diplomat und Verwaltungsbeamter († 1676)
- 22. Mai: Kanō Sadanobu, japanischer Maler († 1623)
- 09. Juni: Pieter Saenredam, niederländischer Maler († 1665)
- 16. Juni: Gottschalk von Wickede, Bürgermeister von Lübeck († 1667)

### Zweites Halbjahr
- 23. Juli: Hugo Friedrich von Eltz, Gesandter des Erzbischofs von Trier bei den Westfälischen Friedensverhandlungen († 1658)
- 10. August: Charlotte Louise von Hanau-Münzenberg, deutsche Adlige († 1649)
- 10. August: Abraham Heidanus, deutscher reformierter Theologe († 1678)
- 01. September: Johannes Micraelius, deutscher Dichter und Philosoph († 1658)
- 23. September: Francesco Barberini, italienischer Kardinal, Antiquar und Mäzen († 1679)
- 28. September: Justus Suttermans, flämischer Maler († 1681)
- 07. Oktober: John Underhill, englischer Puritaner, Kolonist und Captain in der Massachusetts Bay Company in Nordamerika († 1672)
- 13. Oktober: Otto Ludwig von Salm-Kyrburg-Mörchingen, schwedischer General († 1634)
- 01. November: Georg Friedrich vom Holtz zu Niederholz, Obristwachtmeister und Generalfeldzeugmeister im Dreißigjährigen Krieg († 1666)
- 13. November: Johann Georg Dorsche, deutscher lutherischer Theologe († 1659)
- 17. November: Henry Gellibrand, englischer Astronom († 1637)
- 19. November: Elisabeth Charlotte von der Pfalz, Kurfürstin von Brandenburg († 1660)
- 20. November: Theodor Zwinger, Pfarrer und Theologieprofessor († 1654)
- 24. November: Friedrich Leibnütz, deutscher Notar, Philosoph und Ethiker († 1652)
- 22. Dezember: Friedrich III., Herzog von Schleswig-Holstein-Gottorf († 1659)

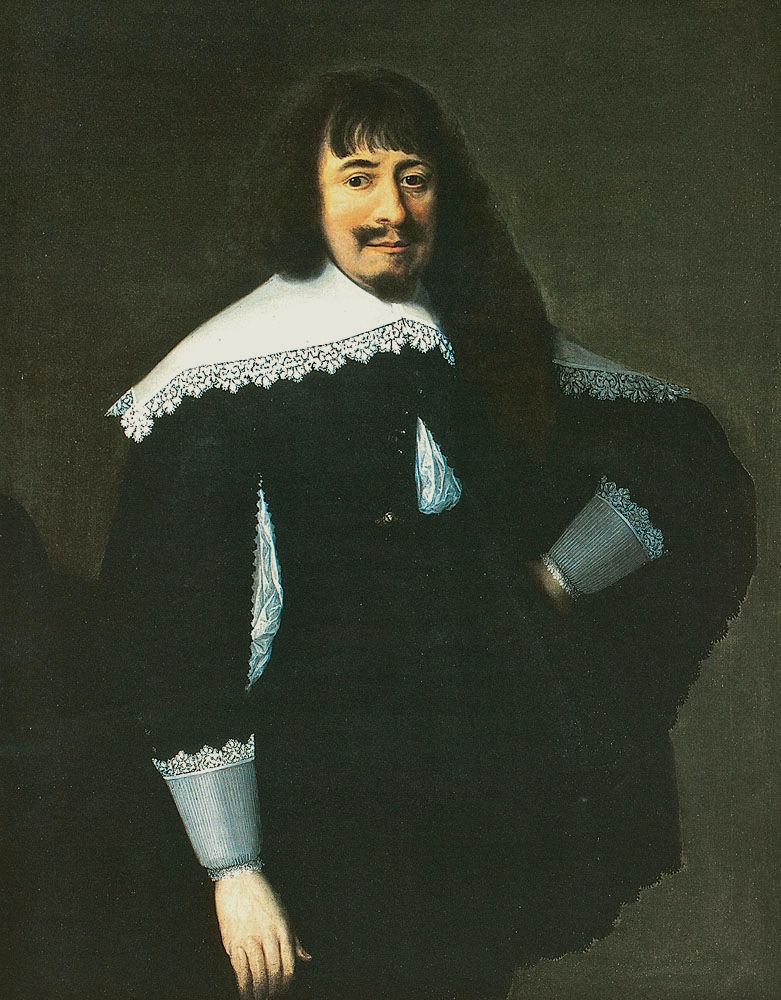
Martin Opitz

- 23. Dezember: Martin Opitz, deutscher Dichter († 1639)
- 24. Dezember: Honoré II., Fürst von Monaco († 1662)

### Genaues Geburtsdatum unbekannt
- Lucius Gabriel, Schweizer evangelisch-reformierter Pfarrer und Bibelübersetzer in die rätoromanische Schriftsprache des surselvischen Idioms († 1663)
- Marianus Rot, Schweizer katholischer Geistlicher und Bühnenautor († 1663)
- John Theyer, englischer Rechtsanwalt, Schriftsteller und Antiquar († 1673)

### Geboren um 1597
- Thomas Gage, englischer Geistlicher († 1656)

## Gestorben

### Erstes Halbjahr
- 10. Januar: Anna Landmann, Opfer der Hexenverfolgungen in Hornburg
- 15. Januar: Juan de Herrera, spanischer Architekt und Naturwissenschaftler (* 1533)
- 18. Januar: Gustaf Gabrielsson Oxenstierna, schwedischer Staatsmann (* 1551)
- 29. Januar: Elias Nikolaus Ammerbach, deutscher Organist und Arrangeur (* 1530)
- 02. Februar: Lucas van Valckenborch, flämischer Maler (* um 1535)
- 04. Februar: Joachim von Beust, deutscher Jurist (* 1522)
- 05. Februar: Paul Miki, christlicher Märtyrer in Japan (* um 1565)
- 06. März: William Brooke, 10. Baron Cobham, englischer Adeliger und Politiker (* 1527)
- 12. März: Franz III., Graf von Waldeck zu Landau (* 1553)
- 24. März: Giovanni Bernardino Bonifacio, italienischer Graf, Humanist, Buchsammler, Bibliothekar und Gründer der Stadtbibliothek Danzigs (* 1517)
- 26. März: Theophanes I. Karykes , Patriarch von Konstantinopel
- 27. März: Stanislaus Bornbach, polnischer Chronist (* 1530)
- 13. April: Clas Eriksson Fleming, schwedischer Admiral (* um 1530)
- 16. April: Caspar Cruciger der Jüngere, deutscher lutherischer Theologe (* 1525)
- 17. April: Wilhelm Friedrich Lutz, deutscher lutherischer Theologe und früher Kritiker der Hexenprozesse (* 1551)
- 21. April: Seweryn Nalywajko, ukrainischer Kosaken-Anführer (* um 1560)
- 10. Mai: Ulrico Aostalli, Schweizer Baumeister
- 02. Juni: Dietrich Sonoy, niederländischer Kriegsherr (* 1529)
- 06. Juni: Katharina Bernburg, Opfer der Hexenprozesse in Wernigerode (* um 1550)
- 08. Juni: Barbara von Hessen, Gräfin von Württemberg-Mömpelgard und Gräfin von Waldeck (* 1536)
- 09. Juni: José de Anchieta, spanischer Missionar, Jesuit und Sprachforscher (* 1554)
- 18. Juni: Markus Fugger, deutscher Kaufmann und Grundbesitzer (* 1529)
- 20. Juni: Willem Barents, niederländischer Seefahrer (* um 1500)
- 24. Juni: Johannes Posthius, deutscher Arzt und Dichter (* 1537)
- 000Juni: Aron Tiranul, Herrscher des Fürstentums Moldau

### Zweites Halbjahr
- 03. Juli: John Norreys, englischer Heerführer (* 1547)
- 08. Juli: Luís Fróis, portugiesischer Missionar der Gesellschaft Jesu (* 1532)
- 19. Juli: Gunilla Bielke, Königin von Schweden (* 1568)
- 20. Juli: Franciscus Raphelengius der Ältere, flämischstämmiger Buchdrucker und Gelehrter (* 1539)
- 07. August: Beat Ludwig von Mülinen, Schultheiss von Bern (* 1521)
- 03. September: Jakobe von Baden-Baden, Herzogin von Jülich-Kleve-Berg (* 1558)
- 08. September: Helena Magenbuch, deutsche Botanikerin und Apothekerin (* 1523)
- 16. September: Hans Irmisch, kursächsischer Landbaumeister (* 1526)
- 28. September: Hendrick van den Broeck, flämischer Maler und Kupferstecher (* 1519)
- 30. September: Johann V. von Pernstein, böhmisch-mährischer Adliger und Direktor der kaiserlichen Artillerie (* 1561)
- 04. Oktober: Sarsa Dengel, Kaiser von Äthiopien (* 1550)
- 19. Oktober: Ashikaga Yoshiaki, japanischer Shōgun (* 1537)
- 27. Oktober: Alfonso II. d’Este, Herzog von Ferrara, Modena und Reggio (* 1533)
- 06. November: Katharina Michaela von Spanien, Herzogin von Savoyen (* 1567)
- 19. November: Wilhelm, Graf von Nassau-Weilburg (* 1570)
- 17. Dezember: Friedrich, Pfalzgraf und Herzog von Pfalz-Parkstein (* 1557)
- 18. Dezember: Barbara Blomberg, Geliebte Karls V. (* 1527)
- 20. Dezember: Wolfgang von Ysenburg-Ronneburg, Regent des Amts Langen (* 1533)
- 21. Dezember: Petrus Canisius, deutscher Jesuit, Theologe und Schriftsteller, politischer Vorkämpfer der Gegenreformation, Kirchenlehrer und Heiliger der katholischen Kirche (* 1521)